# Ned Block

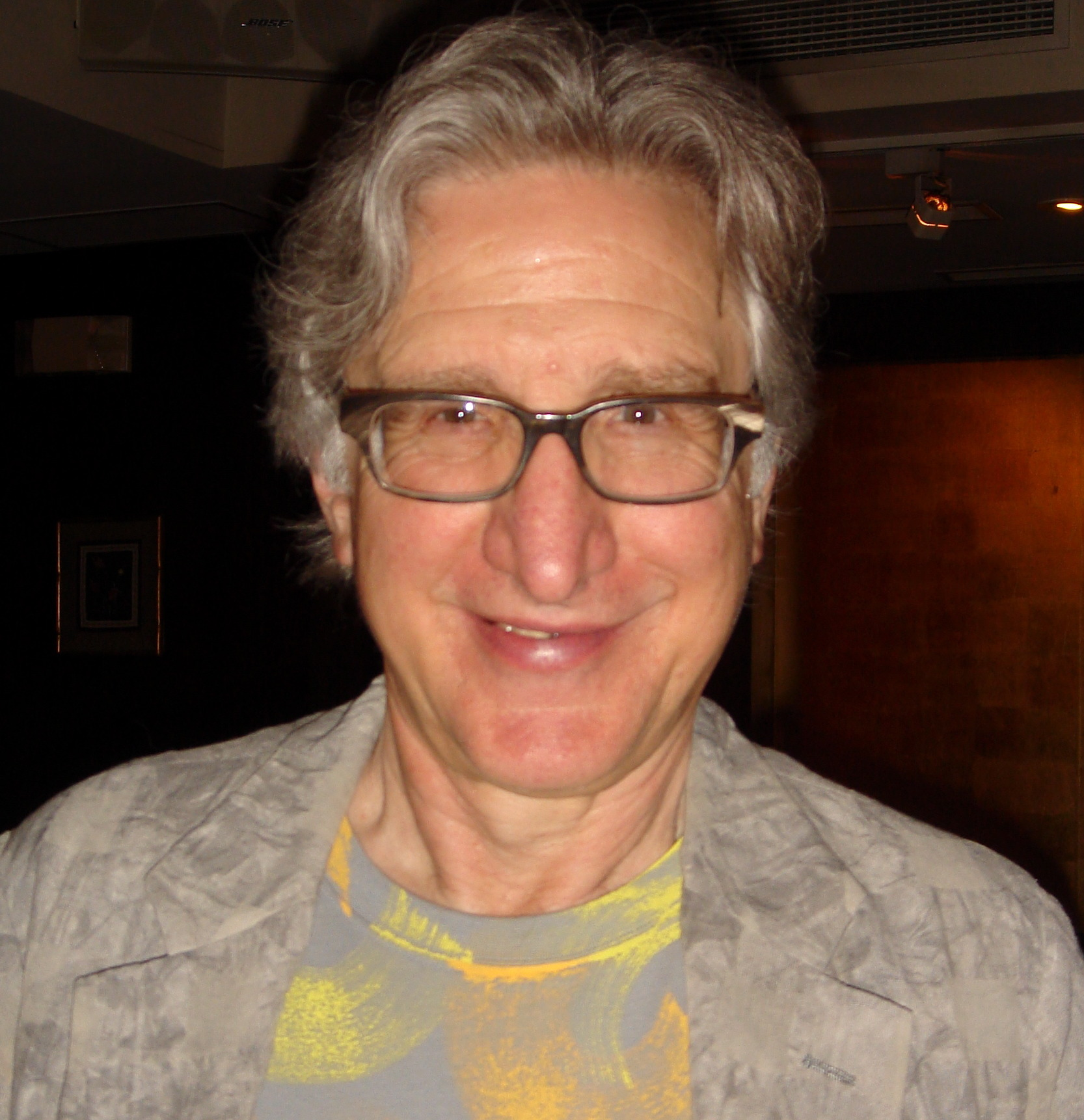
Ned Block (2008)

Ned Joel Block (* 1942 in Chicago) ist ein US-amerikanischer Philosoph und Professor an der New York University.

## Leben
Block erwarb seinen Doctor of Philosophy (PhD) 1966 an der Harvard University. Seit 1996 hat er einen Lehrstuhl für Philosophie und Psychologie an der New York University inne. Block war Präsident der  Society for Philosophy and Psychology und der Association for the Scientific Study of Consciousness. 2004 wurde er in die American Academy of Arts and Sciences aufgenommen. 2013 erhielt er den Jean-Nicod-Preis.
Er ist mit der Psychologin Susan Carey verheiratet.

## Kritik am Funktionalismus
Blocks Hauptarbeitsgebiet ist die Philosophie des Geistes. Bekannt geworden ist er insbesondere durch seine Kritik an der Theorie des Funktionalismus. Der Funktionalismus vertritt die These, dass ein mentaler Zustand nichts anderes sei, als ein funktionaler Zustand des Gehirns. Jeder funktionale Zustand ist dabei dadurch bestimmt, dass er bei einem bestimmten Input einen bestimmten Output ausgibt und in einen anderen funktionalen Zustand übergeht. Funktionale Zustände lassen sich in verschiedenen Systemen realisieren. Viele Funktionalisten gehen daher davon aus, dass sich prinzipiell auch Computer mit Bewusstsein bauen lassen. Sie müssten nur die gleiche funktionale Architektur haben wie das Gehirn.
In dem 1978 veröffentlichten Aufsatz Troubles with Functionalism argumentierte Block gegen den Funktionalismus. Mittels eines Gedankenexperiments versuchte er, sich eine Situation vorzustellen, in der ein System die gleiche funktionale Architektur hat wie ein Mensch, aber dennoch kein Bewusstsein. Wenn ein solches System existieren könnte, dürften funktionale Zustände nicht identisch sein mit mentalen Zuständen.
Block stellt sich vor, dass die chinesische Regierung ein groß angelegtes Funktionalismusexperiment durchführt. Jeder der 1,3 Milliarden Chinesen bekäme ein Funkgerät, mit dem er andere Chinesen kontaktieren kann. Koordiniert würde das Ganze über riesige Scheinwerfer, die Kommandos an die Wolkendecke projizieren. Ein solches System aus Chinesen, Funkgeräten und Scheinwerfern könnte, so Block, zumindest für eine kurze Zeit jeden funktionalen Zustand realisieren, den auch ein Mensch realisieren kann. Dennoch wäre es laut Block vollkommen absurd, anzunehmen, dass ein solches System mentale Zustände hätte. Daraus folgert er, dass funktionale und mentale Zustände nicht identisch sein können.

## Kritik am Turing Test
In dem Artikel Psychologism and Behaviourism aus dem Jahr 1981 hat Block zudem eine einflussreiche Kritik am Turingtest formuliert. Der Turingtest wurde von dem Computerpionier Alan Turing entwickelt, um ein Kriterium für die Frage zu bieten, unter welchen Voraussetzungen einem Computer eine dem Menschen ebenbürtige Denkleistung zugesprochen werden könne. Turing erklärte, dass ein Computer genau dann denken könne, wenn er in einem Chat mit einem menschlichen Partner diesen darüber hinwegtäuschen kann, dass er lediglich ein Computer ist.
Block ist der Meinung, dass auch nichtdenkende Systeme den Turingtest bestehen könnten. Für die Frage nach dem Denken komme es auch auf die interne Struktur des Systems an und nicht nur auf seinen behavioralen Output. Dies versucht Block zu zeigen, indem er sich das Computersystem Blockhead vorstellt, das den Turingtest erfolgreich besteht. Block argumentiert, dass in einer natürlichen Sprache und in endlicher Zeit auch nur endlich viele Gesprächsverläufe möglich seien. Das Blockheadsystem soll nun jeden möglichen Gesprächsverlauf gespeichert haben und bei Bedarf einfach aus seiner Datenbank abrufen. Ein solches System könnte den Turingtest bestehen, ohne auch nur über einen Funken Intelligenz oder Denkvermögen zu verfügen. Block postuliert nicht, dass das Blockheadsystem praktisch realisierbar sei. Er will nur zeigen, dass ein System kohärent vorstellbar ist, das den Turingtest besteht und dennoch nicht denken kann.

### Herausgeberschaft
- Readings in the Philosophy of Psychology Volume 1, Cambridge, Harvard University Press, 1980
- Readings in the Philosophy of Psychology Volume 2, Cambridge, Harvard University Press, 1980
- The Nature of Consciousness: Philosophical Debates MA, MIT Press, 1997

### Wichtige Aufsätze
- Anti-Reductionism Slaps Back, in: Mind, Causation, World,  Philosophical Perspectives 11, 1997.
- What is Functionalism?, in: The Encyclopedia of Philosophy Supplement, Macmillan, 1996.
- On a Confusion about a Function of Consciousness, in: The Behavioral and Brain Sciences, 1995.
- Psychologism and Behaviourism in: Philosophical Review, 1981
- Troubles with Functionalism, in: Perception and Cognition, 1978
- Two Neural Correlates of Consciousness, in: Trends in Cognitive Sciences 9, No. 2 (February 2005), 46–52